# Генералы умирают в постели
«Генералы умирают в постели» (англ. Generals Die in Bed) — антивоенный роман канадского писателя Чарльза Йеля Харрисона. Основанный на собственном боевом опыте автора, он рассказывает историю молодого солдата, сражающегося в окопах Первой мировой войны. Впервые был опубликован в 1930 году Уильямом Морроу.

## Сюжет
Это канадское повествование о Первой мировой войне начинается в Монреале, где неназванный молодой солдат находится среди канадских войск разного возраста, готовящихся к отправке во Францию на войну. История продолжается в окопах Западного фронта, где солдаты начинают переживать войну на истощение, которая ведется там.
Хотя когда-то он считал войну славной, рассказчик сталкивается с реальностью жестокого боя, а его друзья начинают умирать. Позже рассказчик обнаруживает, что глубоко переживает, когда закалывает штыком немецкого солдата во время рейда; эта травма усугубляется последующим товариществом рассказчика с братом солдата, которого он убил, когда они вместе терпят обстрел.
На рассказчика ещё больше влияет смерть другого друга; именно в этот момент он начинает изнуряться ужасами войны. Он отправляется в отпуск в Англию, на 10-дневный период, в течение которого проститутка делает всё, что в её силах, чтобы помочь ему забыть о войне. Однако повседневные инциденты, такие как пародийное шоу, которое маргинализирует цену войны, адаптируя образы войны для общественного развлечения, напоминают анонимному солдату о разделении между «тылом» и траншеями.
По возвращении в окопы канадцы несут тяжелые потери в ходе траншейного рейда; на данный момент Бродбент — единственный выживший из друзей рассказчика. Чтобы мотивировать войска к наступлению, старший офицер сообщает войскам о том, что немцы потопили госпитальное судно; во время этого кровавого противостояния рассказчик получает рану, а Бродбент умирает после того, как его нога почти оторвалась от тела. Ранение рассказчика выводит его из строя, хотя война продолжается. В этот момент солдаты узнают, что на потопленном немцами корабле на самом деле было оружие. Освещение правды приносит с собой осознание того, что война — это стратегическая игра, в которой участвуют генералы, а страдают солдаты.

## Стиль и тема
В романе большое внимание уделяется тщете войны и тому, насколько наивными были солдаты, сражавшиеся за идеалы. Генералы и штатские изрыгают патриотические лозунги, так и не поняв по-настоящему ужас окопной жизни. Подобно поэзии Уилфреда Оуэна и Зигфрида Сассуна или таким европейским романам, как «Огонь» Анри Барбюса или «На Западном фронте без перемен» Эриха Марии Ремарка, «Генералы умирают в постели» пытаются лишить войну её романтики и гламура, показать реальный опыт мужчин на войне.
История обладает уникальным стилем, в котором мы почти ничего не узнаём о её главном герое и рассказчике от первого лица. Таким образом, можно утверждать, что его функция состоит лишь в том, чтобы служить суррогатом аудитории.

## Литературное значение и критика
«Генералы умирают в постели» после выхода стали международным бестселлером и, безусловно, самым успешным из романов Харрисона. Газета New York Evening Standard назвала её «лучшей из книг о войне». Однако приём в Канаде был прохладным из-за сцен, изображающих канадских солдат грабящими французский город Аррас и стреляющих в безоружных немцев (что равносильно военному преступлению). Нет никаких доказательств, подтверждающих утверждение Харрисона о том, что 14-й батальон Королевского Монреальского полка вел огонь по невооружённым немецким солдатам, помимо собственных утверждений Харрисона, и, кроме того, дневники полка прямо противоречат этому утверждению. Также не было никаких доказательств того, что рассматриваемое медицинское судно «HMHS Llandovery Castle» перевозило что-либо, кроме предметов медицинского назначения и раненых солдат. Кроме того, в одном из отрывков главы, озаглавленной «Месть», рассказчик утверждает, что лица солдат «такие же красные, как маки, о которых пишут военные поэты дома». Это отсылка к роману «На полях Фландрии», написанному подполковником Джоном МакКрэем. Джон Маккрей был хирургом канадской армии и участвовал во Второй битве при Ипре. Эта ложь привела в ярость широкую канадскую общественность, особенно оставшихся ветеранов 14-го полка. Несколько сторон также отметили, что, вопреки заявлению в заголовке, более 200 британских генералов времен Первой мировой войны были убиты, взяты в плен или ранены на передовой. Многие считали, что это название позорит их память.
Бывший командующий Канадского экспедиционного корпуса генерал сэр Артур Карри сказал, что роман очерняет наследие канадцев во время войны. Харрисон отверг это обвинение в интервью 1930 года газете Toronto Daily Star, восхваляя канадских солдат и оправдывая свой роман попыткой изобразить войну «такой, какая она была на самом деле». 
После своего первоначального успеха в рамках «военного книжного бума» в конце 1920-х — начале 1930-х годов «Генералы умирают в постели» были в значительной степени забыты, пока издательство Potlach Publications в Гамильтоне, Онтарио, не переиздало его в 1970-х годах. В 2002 году издательство Annick Press в Торонто переиздало оригинальный текст книги «Генералы умирают в постели», предназначенный для молодых людей, а затем последовали дальнейшие издания издательств Penguin Books в Австралии и Red Fox в Великобритании. В 2007 году Annick Press переиздало издание, предназначенное для взрослых читателей и учащихся курсов. В тексте в целом говорится об ужасающем характере Первой мировой войны.
«Генералы умирают в постели» кратко упоминаются в рассказе Эрнеста Хемингуэя «Естественная история мертвых», главным образом как сатирический комментарий к его названию. В 1941 году в составе сборника вышел детективный рассказ Джеймса Хедли Чейза «Генерал умирает в постели» (англ. The General Dies in Bed).